# Васильево (Карелия)
Васи́льево (Лукинщина) — деревня в составе Великогубского сельского поселения Медвежьегорского района Республики Карелия, комплексный памятник истории.

## Общие сведения
Расположена на западном берегу острова Кижи в северной части Онежского озера.
На территории деревни сформирована экспозиция исторических построек музея-заповедника «Кижи», перевезённых из разных деревень Заонежья.
В деревне находится памятник архитектуры XVIII века — деревянная часовня Успения Пресвятой Богородицы.

## Население
| 2002 | 2010 | 2013 |
| ---- | ---- | ---- |
| 11   | ↘10  | ↘5   |